# Det franske køkken
Det franske køkken er så varieret, at det kun kan sammenlignes med det kinesiske, tyrkiske og peruvianske køkken.[kilde mangler]
Traditionelt har hver region i Frankrig haft sit eget karakteristiske køkken: I nordvest med smør, crème fraiche og æbler; i Provence (i sydøst) bruges olivenolie, krydderurter og tomater; i sydvest andefedt, foie gras og Karl Johan-svampe; mad fra det nordøstlige Frankrig minder meget om tysk mad og bruger fedt, pølser, øl og sauerkraut. Ud over de fire generelle områder er der mange lokale køkkener som Loiredalens retter med ferskvandsfisk og hvidvine og det baskiske køkkens brug af tomat og den milde franske chili: Piment d'Espelette. I dag er de geografiske forskelle i madlavning dog ikke så store som følge af større befolkningsudveksling i nyere tid. Men det lokale franske køkken er ved at få en renæssance.
Fransk madlavning anses ofte uden for Frankrig for at være den fine mad fra Paris serveret på restauranter til høje priser. Det fine køkken har størstedelen af sin inspiration fra Nordfrankrig, men er mere raffineret. Typisk fransk madlavning i Frankrig har ikke meget tilfælles med det fine.
Vin og ost er to meget vigtige dele af ethvert fransk køkken både som ingredienser og som tilbehør. Frankrig er i høj grad kendt for sine mange vine og oste.
Eksotisk madlavning, især kinesisk og nordafrikansk, er begyndt at inspirere moderne fransk madkultur.

## Mad og drikke i Frankrig i dag
Kogekunsten er en vigtig del af den franske kultur, og franskmænd er kendt for at sætte pris på god mad. Franskmænd er stolte over det fine franske køkken, og det er almindeligt, at den ældre generation ikke accepterer udenlandsk mad.

### Mad
Det er normalt at begynde dagen med morgenmad med brød som croissanter, kaffe og frugt. Frokost spises mellem klokken tolv og to og aftensmaden efter otte. Et almindeligt hovedmåltid består af forret med rå grøntsager eller salat, en hovedret med kød eller fisk med grøntsager, pasta eller ris og til sidst enten ost, kage, frugt eller en anden dessert. I storbyerne spiser de fleste frokost ude, men cafeterier på arbejdspladser og kantiner på skoler serverer et godt treretters måltid. I mindre byer er det meget almindeligt at tage hjem fra arbejde til frokost.
Med udbredelsen af den moderne livsstil og det faldende antal hjemmegående kvinder anvendes mange flere ingredienser på dåse eller dybfrost til hverdagsmad, ligesom yoghurt til morgenmad er udbredt. Det er dog stadig populært og almindeligt at bruge friske varer i weekenden. Der findes markeder i de fleste byer, hvor frisk fisk, kød, frugt og grøntsager kan købes flere gange om ugen. Supermarkeder sælger de fleste dagligvarer.

### Drikke
Frankrig har en gammel og kendt vintradition. Selv om den ikke længere er så betydelig, drikker mere end 98 % af franskmændene vin til daglig. Det er især forbruget af billig vin til måltider, der er faldet. Som de fleste steder i Europa er øl blevet populært blandt de unge. Andre populære alkoholiske drikke er pastis (i Sydøstfrankrig), en anislikør som blandes med koldt vand, og cider i Nordvestfrankrig.
Alkohol må kun sælges til personer over 18 år, men få butikker eller værtshuse tjekker alderen af deres kunder. Hvis en familie spiser på restaurant, vil teenagerne ofte få serveret vin. Det er ikke almindeligt at se åbenlys fordrukkenhed.

## Det franske restaurantkøkken
Fransk restaurationsmad kan deles i tre kategorier:

### Cuisine bourgeoise
Det borgerlige køkken med alle de klassiske franske retter, som ikke er specifikke for en region og er tilpasset den franske overklasse. Det er denne form for fransk mad, som bruger de fløde-baserede sovse og komplekse tilberedningsmetoder, som mange forbinder med det franske køkken. Den mest komplekse og dyreste form af denne kategori kaldes haute cuisine og er en meget raffineret madlavning.
Da det er den slags fransk mad, der serveres i restauranter rundt omkring i verden, er der mange, der tror, at den er den typiske franske mad. I virkeligheden er det typiske måltid langt mere simpelt, og den fine mad laves kun til særlige lejligheder.

### Cuisine du terroir
Lokale specialiteter med fokus på friske råvarer og bondetradition. Mange af retterne i denne kategori er ikke stereotypisk "franske", da stilen varier meget rundt om i landet og ofte ikke er så komplekse som fransk restaurationsmad.

### Cuisine nouvelle
Nouvelle cuisine eller Det nye køkken opstod i 1970'erne med kokke som Michel Guérard i spidsen som en forsigtig reaktion mod det traditionelle franske køkken. Det nye køkken er præget af korte tilberedningstider, meget magre sovse og dressinger og mindre portioner. Så præsentationen er meget vigtig. Det nye køkken bruger teknikker især fra Asien og har haft stor indflydelse på moderne madlavning verden over.

### Nutiden
Hvilken mad, der er moderne, skifter mellem disse tre kategorier. For tiden er der et stort fokus på cuisine de terroir med enkel, velsmagende mad af gode råvarer.
Vegetarisme er ikke særlig udbredt i Frankrig, og der er meget få restauranter, der tager særligt hensyn til vegetarer.

## Udenlandsk mad
Mad fra andre verdensdele er i dag populært i Frankrig:
- Retter fra tidligere franske kolonier i Nordafrika, eksempelvis couscous.
- Vietnamesisk og kinesisk mad.
- Japansk mad som sushi og yakitori.

## Kendte franske retter
- Brød som baguette og croissant
- Soufflé
- Bouillabaisse
- Coq au vin
- Moules marinières

### Kendte franske retter
- Frølår (Cuisses de grenouilles)
- Snegle (Escargots) af franske vinbjergssnegle. Afrikanske kæmpesnegle fra Indonesien undgås i Frankrig.

### Kendte desserter
- Crème brûlée
- Crêpes
- Chokolademousse